# Drypetes natalensis
Drypetes natalensis là một loài thực vật có hoa trong họ Putranjivaceae. Loài này được (Harv.) Hutch. mô tả khoa học đầu tiên năm 1920.